# Bernardinac
Bernardinac je pasmina pasa koja se prvi puta spominje u 17. stoljeću. Bernardinac se još javlja pod imenima Saint Bernard dog, Sveti psi, Alpski mastiff pas, Bernhardinerand i pas Barry (najpoznatiji bernardinac, poznat po spašavanju preko 40 ljudskih života). Možda svoju najveću slavu, postigao je prikazivanjem u seriji filmova 'Beethoven' 1, 2, 3 i 4.
Naziv bernardinac koji je označavao pasminu počeo se upotrebljavati u drugoj polovici 19. stoljeća.

## Opis
Ženke su sitnije i visina im iznosi najmanje 65 cm. Mužjaci su krupniji, imaju veću glavu i njihova visina bi trebala minimalno iznositi 75 cm. Težina je ovisna o veličini i građi tijela; minimalno je 73 kg, no može iznositi i preko 117 kg.

### Dlaka
Po dlaci razlikuju se dva tipa bernandinca: kratkodlaki i dugodlaki. Bijele su boje s "plaštom" boje hrđe preko leđa. Bernardinci imaju bijele šape, bijela prsa i vrh repa koji je izrazito kitnjast.
Dlaku je potrebno svakodnevno četkati jakom metalnom četkom dužih zubaca, kako bi se odstranile otpale dlake. Kod kupanja, šamponiranje se preporučuje sa šamponom za izbjeljivanje dlake. Treba čistiti uši redovito alkoholom jer im se jako prljaju i može doći do oštećenja sluha ako se ne čiste redovito. Kod primjeraka sa spuštenim kapcima treba redovito kontrolirati vid i oči.

## Vanjske poveznice
|  | Zajednički poslužitelj ima stranicu o temi Bernardinac    |
|  | Zajednički poslužitelj ima još gradiva o temi Bernardinac |